# BR-469
A BR-469 é uma rodovia brasileira situada dentro do limite do município de Foz do Iguaçu, no Paraná. Inicia a 4 km do centro da cidade, na aduana argentina, e termina nas Cataratas do Iguaçu, totalizando 19 km, passando boa parte de seu leito dentro do Parque Nacional do Iguaçu.
A partir de 2007 a rodovia faz parte do percurso da Meia Maratona das Cataratas, com o seu grande atrativo que é a beleza do trajeto e o famoso ponto turístico, o Parque Nacional do Iguaçu.